# Shana Dobson
Shana Dobson (Miami, 30 de março de 1989) é uma ex-lutadora de artes marciais mistas estadunidense, que atualmente compete na categoria peso-mosca-feminino do Ultimate Fighting Championship.

## Biografia
Dobson começou a treinar para lutar quando chegou numa pequena academia de boxe, em 2012, quando se mudou de Baltimore para o Texas, tentando fazer amigos na nova área. Tornou-se sua obsessão, e depois do sucesso no kickboxing e nas lutas de Muay Thai, seu treinador, na época, a inscreveu para a sua primeira luta amadora. Dobson foi aluna da Universidade de Towson, e se formou em Estudos Familiares - Serviços para Crianças e Jovens. Além de lutadora, ela é professora do ensino primário.

## Carreira no MMA
Depois da carreira amadora, na qual produziu um cartel de 2-0, Dobson fez sua estreia profissional no MMA em abril de 2016. Composta principalmente pelo Xtreme Knockout, Dobson compilou um cartel de 2-1, antes de se juntar ao elenco do The Ultimate Fighter 26, em meados de 2017.

### The Ultimate Fighter
Em agosto de 2017, foi anunciado que Dobson fora uma das lutadoras selecionadas para participar do The Ultimate Fighter: A New World Champion.
Em sua primeira luta no reality show, Dobson enfrentou a veterana do Invicta FC, Roxanne Modafferi. Ela perdeu a luta por nocaute técnico no primeiro round.

### Ultimate Fighting Championship
Dobson lutou no The Ultimate Fighter 26 Finale, em 1 de dezembro de 2017, contra Ariel Beck. Shana Dobson levou vantagem contra Beck no primeiro round. Entretanto, foi no segundo assalto que ela conseguiu definir o confronto. A atleta acertou um forte soco na linha de cintura de Beck que, em efeito retardado, acusou o golpe e se encolheu no chão do octógono. Foi o golpe de misericórdia, que definiu a vitória de Dobson por nocaute técnico, aos 2m53s da segunda parcial.

## Cartel no MMA
| Cartel no MMA   |            |            |
| 9 lutas         | 4 vitórias | 5 derrotas |
| Por nocaute     | 2          | 2          |
| Por finalização | 0          | 0          |
| Por decisão     | 2          | 3          |

| Res.    | Cartel | Oponente           | Método                  | Evento                                            | Data       | Round | Tempo | Local                   | Notas                |
| ------- | ------ | ------------------ | ----------------------- | ------------------------------------------------- | ---------- | ----- | ----- | ----------------------- | -------------------- |
| Derrofa | 4-5    | Casey O’Neill      | Nocaute Técnico (socos) | UFC Fight Night: Blaydes vs. Lewis                | 20/02/2021 | 2     | 3:41  | Las Vegas, Nevada       |                      |
| Vitória | 4-4    | Mariya Agapova     | Nocaute Técnico (socos) | UFC on ESPN: Munhoz vs. Edgar                     | 22/08/2020 | 2     | 1:38  | Las Vegas, Nevada       | Perfomance da Noite. |
| Derrota | 3-4    | Priscila Cachoeira | Nocaute Técnico (socos) | UFC Fight Night: Felder vs. Hooker                | 22/02/2020 | 1     | 0:40  | Auckland                |                      |
| Derrota | 3-3    | Sabina Mazo        | Decisão (unânime)       | UFC 241: Cormier vs. Miocic 2                     | 17/08/2019 | 3     | 5:00  | Anaheim, Califórnia     |                      |
| Derrota | 3-2    | Lauren Mueller     | Decisão (unânime)       | UFC on Fox: Poirier vs. Gaethje                   | 14/04/2018 | 3     | 5:00  | Glendale, Arizona       |                      |
| Vitória | 3-1    | Ariel Beck         | Nocaute Técnico (socos) | The Ultimate Fighter: A New World Champion Finale | 01/12/2017 | 2     | 2:53  | Las Vegas, Nevada       | Estreia no UFC.      |
| Vitória | 2-1    | Rebecca Adney      | Decisão (unânime)       | XKO - Xtreme Knockout 35                          | 01/04/2017 | 3     | 3:00  | Dallas, Texas           |                      |
| Derrota | 1-1    | Nicco Montaño      | Decisão (unânime)       | KOTC - Will Power                                 | 13/08/2016 | 3     | 5:00  | Albuquerque, New Mexico |                      |
| Vitória | 1-0    | Cassandra Spatz    | Decisão (unânime)       | XKO - Xtreme Knockout 30                          | 30/04/2016 | 3     | 3:00  | Dallas, Texas           | Estreia no MMA.      |

### Cartel noTUF 26
| Res.    | Cartel | Oponente          | Método                        | Evento                                     | Data                  | Round | Tempo | Local             | Notas           |
| ------- | ------ | ----------------- | ----------------------------- | ------------------------------------------ | --------------------- | ----- | ----- | ----------------- | --------------- |
| Derrota | 0-1    | Roxanne Modafferi | Nocaute Técnico (cotoveladas) | The Ultimate Fighter: A New World Champion | 30/08/2017 (exibição) | 1     | 3:47  | Las Vegas, Nevada | Luta Preliminar |